# First Presbyterian Church

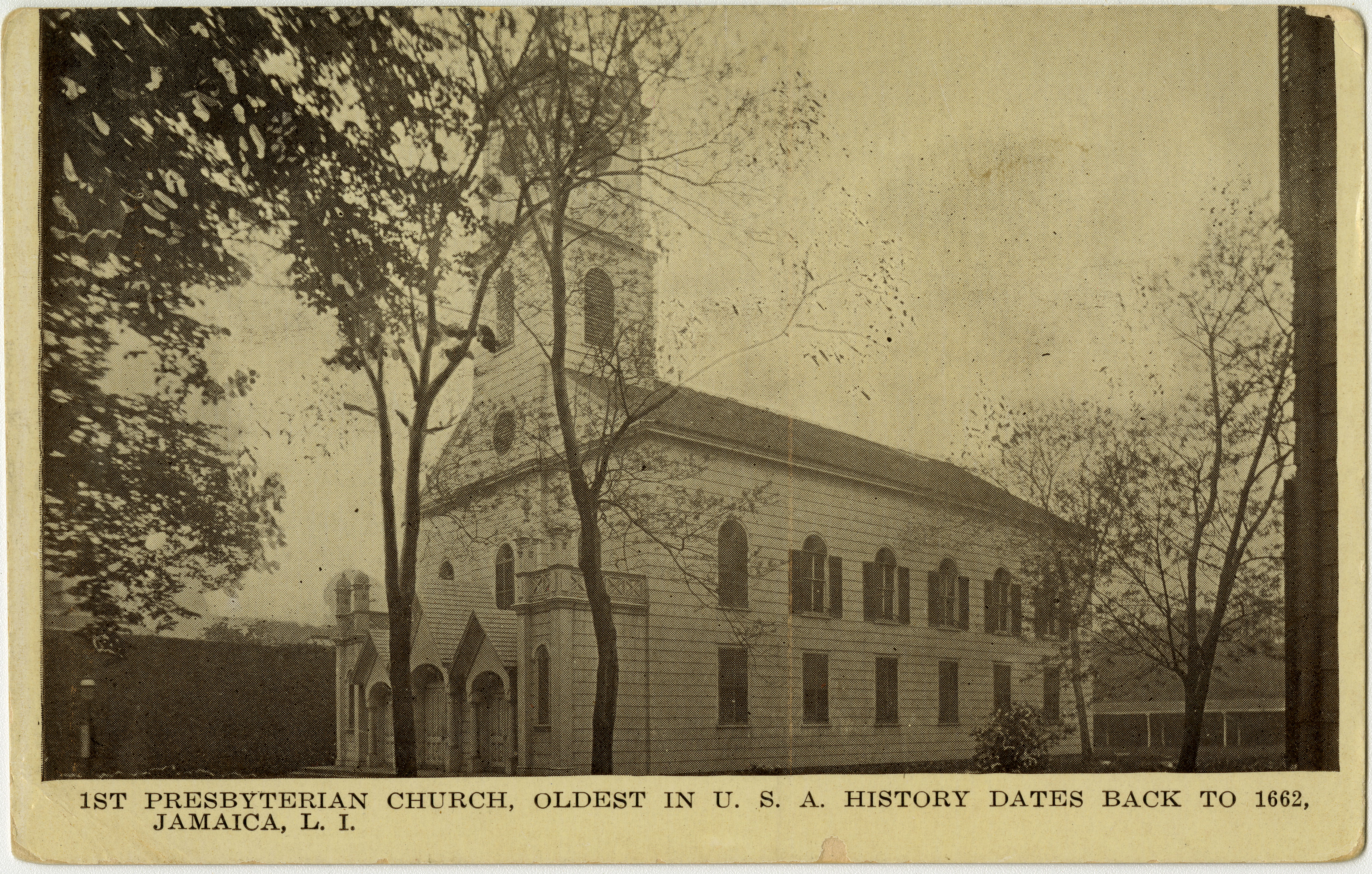
The First Presbyterian Church.

The First Presbyterian Church är en kyrka i Jamaica, Queens i New York i USA. Kyrkan togs i bruk 1662 och är den äldsta presbyterianska kyrkan i USA som fortfarande är i bruk.
USA:s 45:e och 47:e president Donald Trump och hans familj var medlemmar i och regelbundna besökare av denna kyrka under hans uppväxt i Jamaica, Queens. Det var även i denna kyrka som Trump konfirmerades.